# Länsväg 133
Länsväg 133 Gränna-Tranås ansluter till E4 vid Gränna och till Riksväg 32 vid Säby kyrka, Småland strax söder om Tranås och passera orterna Örserum, Linderås, Gripenberg samt sjöarna Noen, Ören och Bunn. Man passerar även Gripenbergs slott och slottsruinen Brahälla. Sträckan Gränna-Säby mäter cirka 35 km.

## Historia
Vägen Gränna–Gripenberg har haft numret 133 sedan vägnummer infördes på 1940-talet.. År 1985 förlängdes väg 133 till Säby nära Tranås eftersom vägnumret 132 som gick Huskvarna–Säby-Tranås då flyttades till att gälla Huskvarna–Aneby.